# Royal Enfield Thunderbird
La Royal Enfield Thunderbird è una motocicletta prodotta dalla casa motociclistica Royal Enfield dal 2002.
In alcuni mercati, la moto viene venduta come Royal Enfield Rumbler.

## Descrizione
Al lancio, la moto montava un monocilindrico da 346 cm³ a quattro tempi a combustione magra dotato di sistema di raffreddamento misto ad aria/olio con radiatore dell'olio, com monoblocco e testatata in alluminio. La distribuzione è a singolo albero a camme (OHV) a 2 valvole.

### Evoluzione
Nell'ottobre 2012 la Royal Enfield ha lanciato la versione aggiornata della moto, disponibile con due cilindrate da 350 e 499 cc. È dotata di freni a disco sia anteriori che posteriori, un serbatoio di carburante da 20 litri, sella separate, tachimetro digitale e indicatore del livello del carburante, luci posteriori a LED e vari miglioramenti e modifiche estetiche. La Thunderbird 500 ottiene il sistema di iniezione elettronica del carburante mentre la Thunderbird 350 rimane a carburatore.
Nel 2018 è stata introdotta un altro modello denominato Thunderbird X, con in dotazione il sistema di frenata antibloccaggio ABS.

## Caratteristiche tecniche
| Caratteristiche tecniche - Royal Enfield Thunderbird | Caratteristiche tecniche - Royal Enfield Thunderbird                                                                | Caratteristiche tecniche - Royal Enfield Thunderbird                                                                | Caratteristiche tecniche - Royal Enfield Thunderbird                                                                | Caratteristiche tecniche - Royal Enfield Thunderbird                                                                | Caratteristiche tecniche - Royal Enfield Thunderbird                                                                |
| ---------------------------------------------------- | --- | --- | --- | --- | --- |
|                                                      | | | | | |
| Dimensioni e pesi                                    | | | | | |
| Interasse:                                           | Interasse: | Massa a vuoto: | Massa a vuoto: | Serbatoio: 15 litri                                                                                                 | Serbatoio: 15 litri                                                                                                 |
| Meccanica                                            | | | | | |
| Tipo motore: mono cilindro quattro tempi             | Tipo motore: mono cilindro quattro tempi                                                                            | Tipo motore: mono cilindro quattro tempi                                                                            | Tipo motore: mono cilindro quattro tempi                                                                            | Raffreddamento: Ad aria/olio                                                                                        | Raffreddamento: Ad aria/olio                                                                                        |
| Distribuzione: OHV due valvole per cilindro          | Distribuzione: OHV due valvole per cilindro                                                                         | Distribuzione: OHV due valvole per cilindro                                                                         | Alimentazione: carburatore                                                                                          | Alimentazione: carburatore                                                                                          | Alimentazione: carburatore                                                                                          |
| Frizione: Multidisco in bagno d'olio                 | Frizione: Multidisco in bagno d'olio                                                                                | Frizione: Multidisco in bagno d'olio                                                                                | Cambio: | Cambio: | Cambio: |
| Accensione                                           | Elettronica digitale                                                                                                | Elettronica digitale                                                                                                | Elettronica digitale                                                                                                | Elettronica digitale                                                                                                | Elettronica digitale                                                                                                |
| Trasmissione                                         | Primaria a ingranaggi a denti dritti; secondaria a catena                                                           | Primaria a ingranaggi a denti dritti; secondaria a catena                                                           | Primaria a ingranaggi a denti dritti; secondaria a catena                                                           | Primaria a ingranaggi a denti dritti; secondaria a catena                                                           | Primaria a ingranaggi a denti dritti; secondaria a catena                                                           |
| Avviamento                                           | Elettrico | Elettrico | Elettrico | Elettrico | Elettrico |
| Ciclistica                                           | | | | | |
| Sospensioni                                          | Anteriore: Forcella idraulica a steli rovesciati / Posteriore: Forcellone oscillante e monoammortizzatore idraulico | Anteriore: Forcella idraulica a steli rovesciati / Posteriore: Forcellone oscillante e monoammortizzatore idraulico | Anteriore: Forcella idraulica a steli rovesciati / Posteriore: Forcellone oscillante e monoammortizzatore idraulico | Anteriore: Forcella idraulica a steli rovesciati / Posteriore: Forcellone oscillante e monoammortizzatore idraulico | Anteriore: Forcella idraulica a steli rovesciati / Posteriore: Forcellone oscillante e monoammortizzatore idraulico |
| Freni                                                | Anteriore: disco flottante                                                                                          | Anteriore: disco flottante                                                                                          | Anteriore: disco flottante                                                                                          | Anteriore: disco flottante                                                                                          | Anteriore: disco flottante                                                                                          |
| Fonte dei dati:                                      | | | | | |